# Эгинхард (епископ Утрехта)
Эгинха́рд (Эйнха́рд; нидерл. Eginhard, Einhard; умер в 847 или 848) — епископ Утрехта (845—847/848).

## Биография
Эгинхард, с согласия короля Лотарингии Лотаря I, стал в 845 году главой Утрехтской епархии после смерти своего предшественника, епископа Альберика II. Единственный документ, упоминающий его имя — хартия Утрехтской епархии, данная Лотарем I в Ахене 21 марта 845 года. В ней этот монарх подтвердил все дарственные акты, полученные епископством от императора Людовика I Благочестивого, а также иммунитет от власти светских чиновников для всех владений, принадлежавших кафедральному собору Утрехта. В этом документе Эгинхард назван «викарным епископом», что вызвало дискуссию среди историков о том, был ли этот иерарх официально утверждён в сане главы Утрехтского епископства, или являлся только управляющим епархией между смертью епископа Альберика II и возведением на кафедру епископа Людгера.
До начала XVIII века Эгинхарда Утрехтского часто идентифицировали с одноимённым историком, но сейчас точно установлено, что это два разных человека.